# Papa Silvestre III
Papa Silvestre III, nascido João dos Crescêncios (em italiano: Giovanni dei Crescenzi; Roma, 1000 — 1062) foi Papa de 16 de janeiro de 1045 a 10 de abril de 1045, após a expulsão do libertino Papa Bento IX em janeiro de 1045. Antes de subir ao Trono de São Pedro, ele era Bispo de Sabina, cargo a que voltou após acusações de suborno na eleição a Papa e excomunhão pelo rival Bento IX.

## Biografia
Nascido aproximadamente no ano 1000, em Roma, também está listado como Giovanni Romano; como Joannes IV; e como Giovanni de' Crescenzi Ottaviani. Não se sabe de sua educação e carreira eclesiástica anterior. Eleito cardeal-bispo de Sabina em 1044.
Eleito papa pelos romanos, com o apoio da família Crescentiana, em 13 de janeiro (ou 20, ou 21) de 1045. Tomou o nome de Silvestre III. Foi excomungado pelo deposto Papa Bento IX. Expulso de Roma pelo Papa Bento IX e seus seguidores em 10 de março do mesmo ano; ele retornou à sua sé de Sabina, à qual não havia renunciado; a proteção da família Crescenti permitiu que ele ignorasse a proibição papal e continuasse a exercer suas funções episcopais.
Por intervenção do Imperador Henrique III, ele foi citado para comparecer perante um sínodo em Sutri em 20 de dezembro de 1046; foi condenado como invasor da Santa Sé e sentenciado a ser confinado em um mosteiro (a abadia de Grotta-Ferrata) e privado de ordens; naquele mesmo sínodo, o Papa Gregório VI também foi deposto. A sentença deve ter sido suspensa porque ele continuou a chefiar sua diocese até pelo menos 1062.
Entre 1049 e 1053, Giovanni foi o autor do Libellum reclamationis, que ele apresentou ao Papa Leão IX; no documento, como bispo de Sabina, ele acusou Bernardo, abade do mosteiro de Farfa, de ter usurpado os direitos episcopais sobre a igreja de S. Michele em Tancia, e de ter cometido uma série de atos violentos contra a pessoa do bispo. Ele aparece como bispo de Sabina em documentos emitidos pelo Antipapa Bento X em agosto de 1058 e no dia 28 de novembro seguinte. Giovanni se juntou à obediência do Papa Nicolau II e assinou bulas papais emitidas em abril de 1059; em 9 de maio de 1059; e dezembro de 1059 a janeiro de 1061. No pontificado do Papa Alexandre II, ele assinou bulas papais emitidas em outubro de 1061; em janeiro de 1062; em 15 de abril de 1062; e em junho de 1062.